# ヘートヴィヒ・フォン・フォルムバッハ
ヘートヴィヒ・フォン・フォルムバッハ（ドイツ語：Hedwig von Formbach, 1058年ごろ - 1090年ごろ）は、フォルムバッハ伯フリードリヒとゲルトルート・フォン・ハルデンスレーベンの娘で、ズップリンゲンブルク城の女子相続人。神聖ローマ皇帝ロタール3世の母。

## 生涯
ヘートヴィヒは最初にズップリンブルク伯ゲープハルトと結婚した。『ザクセン世界年代記（Sächsische Weltchronik）』によると、ゲープハルトは結婚を無効にしようとしたブレーメン大司教アダルベルトの親戚であるゴーゼック伯の抵抗に打ち勝たなければならなかった。1075年6月のランゲンザルツァの戦いでゲープハルトが戦死した後、ヘートヴィヒはロレーヌ公ティエリー2世と結婚した。

## 子女
ズップリンブルク伯ゲープハルトとの間に以下の子女をもうけた。
- イダ（1138年没） - テングリンク、シャラおよびブルクハウゼン伯ジクハルト9世（1104年没）と結婚[1]
- ロタール3世[4]（1075年 - 1137年） - 神聖ローマ皇帝

ロレーヌ公ティエリー2世との間に以下の子女をもうけた。
- シモン1世（1076年 - 1138年） - ロレーヌ公
- ジェルトリュード（ペトロニーユ、1082年頃 - 1144年） - ホラント伯ウィレム1世と結婚